# Michael D. C. Drout
Michael D. C. Drout (* 3. Mai 1968) ist ein amerikanischer Anglist.

## Leben und Werk
Nach einem Bachelorstudium in Kreativem Schreiben studierte Drout Kommunikationswissenschaften an der Stanford University und Englisch
an der University of Missouri-Columbia im Masterstudiengang. 1997 promovierte er mit einer Doktorarbeit über das Altenglische an der Loyola University Chicago. Von 1997 bis 2003 war er Assistent Professor für English, seit 2003 Associate Professor für Englisch am Wheaton College in Norton, Massachusetts.
Seine Forschungsschwerpunkte sind altenglische und mittelenglische Literatur, Science-Fiction und Fantasy, speziell die Werke von J. R. R. Tolkien und Ursula K. Le Guin. Zu Drouts bekanntesten Schriften gehören seine Arbeiten über Beowulf und seine Untersuchungen über die Vorläufer und textliche Entwicklung von Beowulf: the Monsters and the Critics, einem Aufsatz von J. R. R. Tolkien. Beide Arbeiten wurden von Drout als Beowulf and the critics veröffentlicht, wofür er 2003 den Mythopoeic Award erhielt.
Drout schrieb außerdem die J. R. R. Tolkien Encyclopedia: Scholarship and Critical Assessment, ein einbändiges Lexikon über Tolkiens Werke. 2004 begann er mit Douglas A. Anderson und Verlyn Flieger zusammen die Zeitschrift Tolkien Studies herauszugeben.

## Schriften (Auswahl)
- (Mitherausgeber) Tolkien Studies: An Annual Scholarly Review, Nr. 4, 2007, West Virginia University Press, ISBN 1-933202-26-2
- J. R. R. Tolkien Encyclopedia: Scholarship and Critical Assessment, Routledge, 2006, ISBN 0-415-96942-5
- How Tradition Works: A Meme-Based Cultural Poetics of the Anglo-Saxon Tenth Century. Arizona Center for Medieval and Renaissance Studies, Tempe, AZ 2006, ISBN 0-86698-350-3
- (Hrsg.): Beowulf and the Critics by J. R. R. Tolkien (= Medieval and Renaissance Texts and Studies 248). Arizona Center for Medieval and Renaissance Studies, Tempe, AZ 2002, ISBN 0-86698-290-6

## Audio
Michael Drout veröffentlichte sechs Audio-Vorlesungen für die Recorded Books’ Modern Scholar-Serie:
- Bard of the Middle Ages: The Works of Geoffrey Chaucer
- Rings, Swords, and Monsters: Exploring Fantasy Literature
- From Here to Infinity: An Explanation of Science Fiction Literature
- A Way With Words: Writing, Rhetoric, and the Art of Persuasion
- History of the English Language
- A Way With Words II: Approaches to Literature